# 拉哈河 (智利)

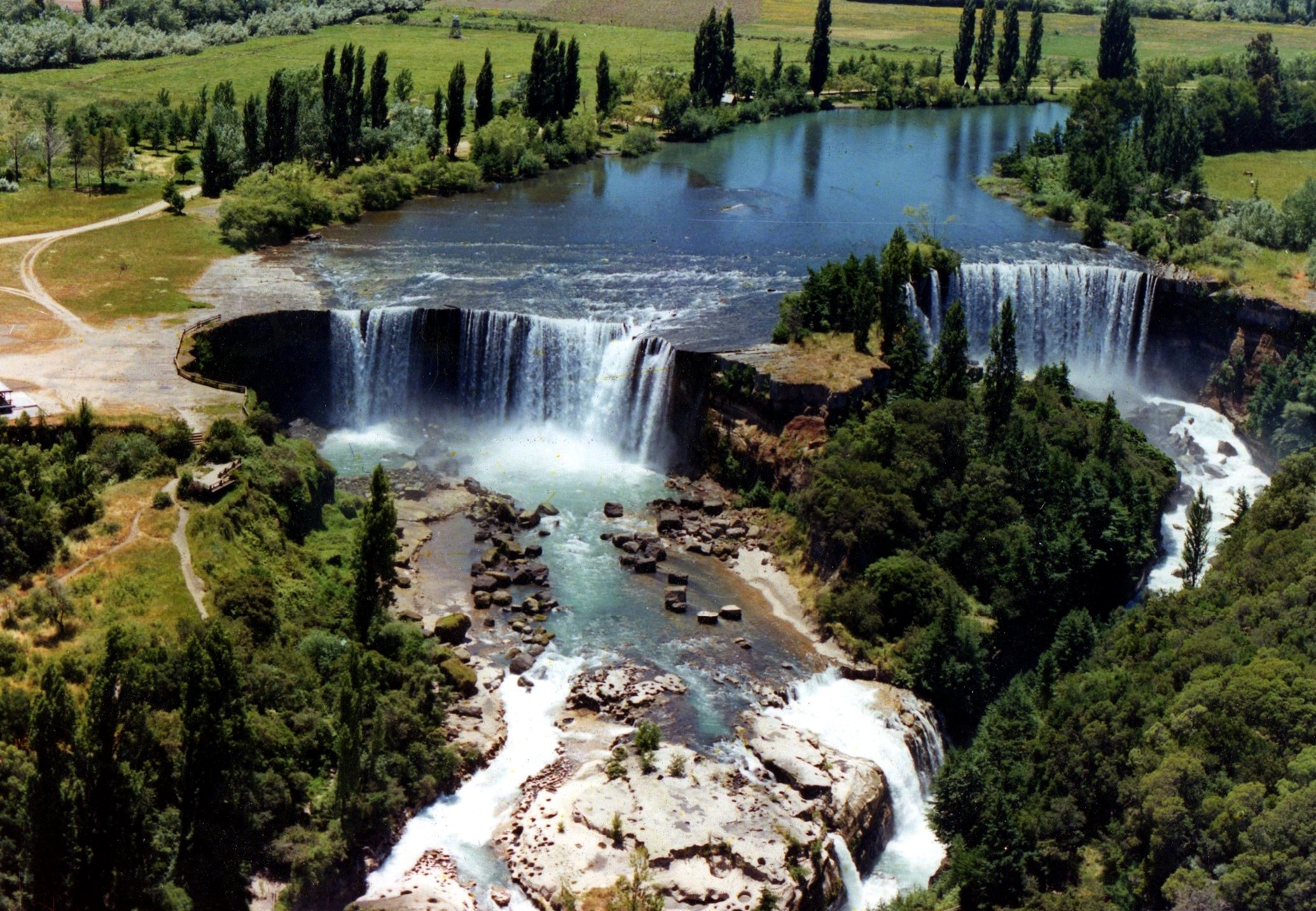
拉哈河瀑布（1）

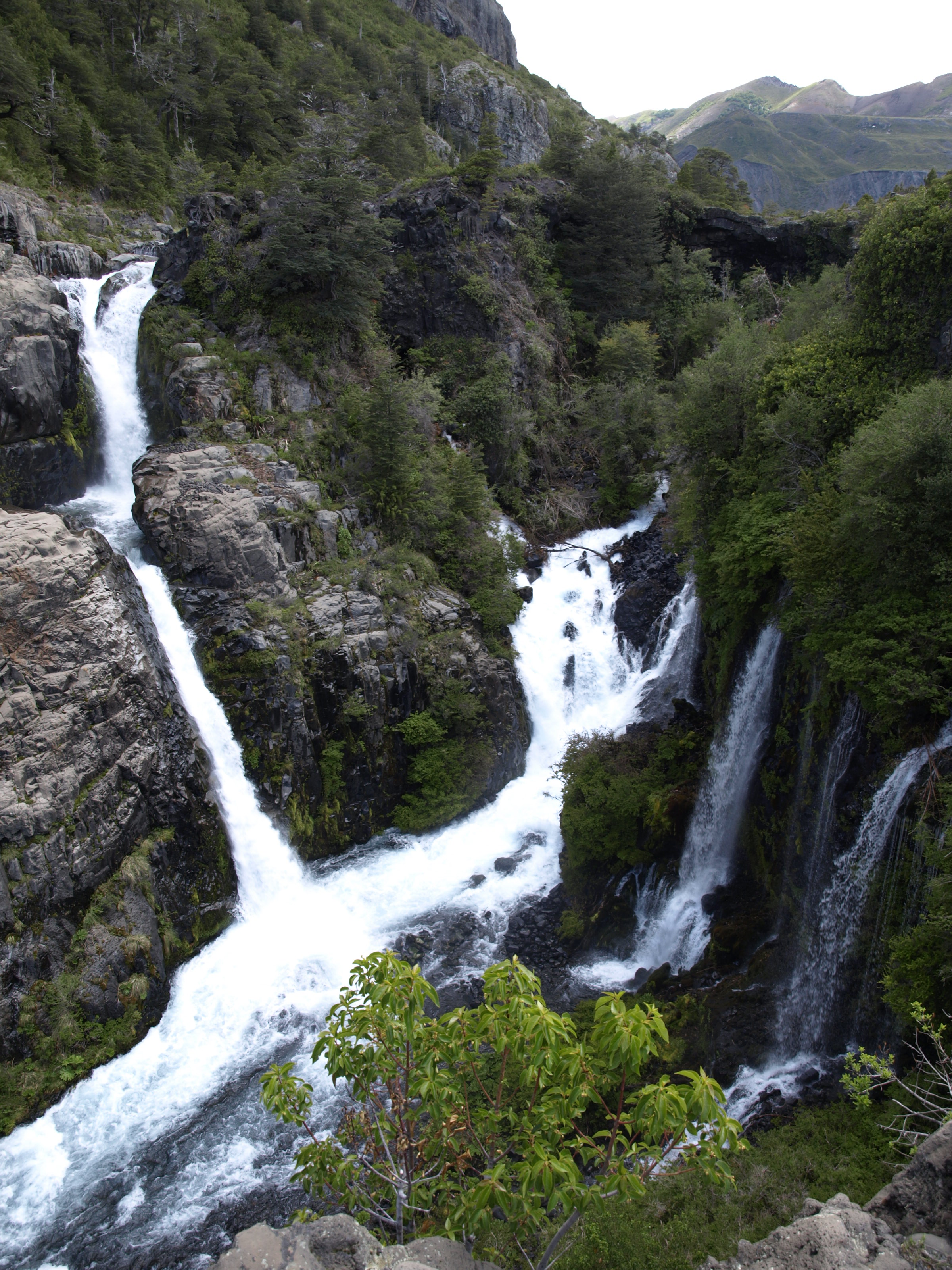
拉哈河瀑布（2）

拉哈河（西班牙語：Río de La Laja）是智利的河流，河道全長140公里，集水區面積4,040平方公里，發源自拉哈湖，最終在拉哈附近注入比奧比奧河，距離河口29公里處有一座瀑布。